# کلی مکدونالد
کلی مکدونالد (انگلیسی: Kelly Macdonald؛ زاده) یک هنرپیشه اهل اسکاتلند است. وی از سال ۱۹۹۵ میلادی تاکنون مشغول فعالیت بوده‌است.

## فیلم‌شناسی
فهرست برخی از فیلم‌هایی که کلی مکدونالد در آنها به ایفای نقش پرداخته‌است:
- رگ‌یابی
- دلاور
- گاسفورد پارک
- جایی برای پیرمردها نیست
- در جستجوی ناکجاآباد
- هری پاتر و یادگاران مرگ - قسمت دوم
- آنا کارنینا
- ننی مک‌فی
- کودک در زمان
- افسانه‌های واهی
- دخترعمو بت
- وقفه
- در مه الکتریکی